# オユンナII黄砂
『オユンナII黄砂』（オユンナIIこうさ）は、モンゴル出身の歌手オユンナの2ndアルバム。1992年9月2日にポニーキャニオンよりリリースされた。

## 解説
- サブタイトルであり、1曲目に収録された「黄砂」は、TV番組花王ファミリースペシャル「ムツゴロウ少年記」の主題歌として起用された。
- オリジナル曲以外にも、日本のフォークソング、童謡をカバーし収録されている。

## 収録曲
1. 黄砂 
  - 作詞: 畑正憲、作曲: オユンナ、編曲: 槌田靖識
2. 天の子守歌
  - 作詞: 藤公之介、作曲: オユンナ、編曲: 川崎康宏
3. いのちの歌 
  - 作詞: 藤公之介、作曲: オユンナ、編曲: 槌田靖識
4. 初恋
  - 作詞/作曲: 谷村新司、編曲: 佐孝康夫
5. 花
  - 作詞/作曲: 谷村新司、編曲: 佐孝康夫
6. いい日旅立ち
  - 作詞/作曲: 谷村新司、編曲: 若草恵
7. 風
  - 作詞: 北山修、作曲: はしだのりひこ、編曲: 宮崎信治
8. 遠くへ行きたい
  - 作詞: 永六輔、作曲: 中村八大、編曲: 宮崎信治
9. 浜辺の歌
  - 作詞: 林古渓、作曲: 成田為三、編曲: 宮崎信治
10. 空に星があるように
  - 作詞/作曲: 荒木一郎、編曲: 宮崎信治